# Sommer-Militärweltspiele 2019
Die VII. Sommer-Militärweltspiele (offiziell 7th CISM Military World Games, auch bekannt als Wuhan 2019) fanden vom 18. bis 27. Oktober 2019 in Wuhan in der Provinz Hubei in China statt. Die Spiele wurden nach dem Vorbild der Olympischen Sommerspiele durch den Militär-Weltsportverband CISM ausgetragen. Insgesamt nahmen 9.308 Athleten aus 110 Nationen an 329 Wettbewerben in 27 Sportarten teil.
Anfang Mai 2020 wurde durch Berichte verschiedener Teilnehmer bekannt, dass die Militärweltspiele 2019 durch ihre Austragung im Epizentrum der späteren COVID-19-Pandemie 2019/20, der Millionenstadt Wuhan, möglicherweise einer der ersten sogenannten Corona-„Superspreader“ gewesen seien und so zur Verbreitung des Coronavirus SARS-CoV-2 in die ganze Welt beigetragen haben. So gab zum Beispiel der italienische Fecht-Olympiasieger Matteo Tagliariol bekannt, er und seine Kollegen seien ab dem Beginn ihres Aufenthaltes in China erkrankt gewesen und hätten COVID-19-typischen Symptome gehabt.

## Medaillenspiegel
| Platz | Land                | Gold | Silber | Bronze | Gesamt |
| ----- | ------------------- | ---- | ------ | ------ | ------ |
| 1     | Volksrepublik China | 133  | 64     | 42     | 239    |
| 2     | Russland            | 051  | 53     | 57     | 161    |
| 3     | Brasilien           | 021  | 31     | 36     | 088    |
| 4     | Frankreich          | 013  | 20     | 24     | 057    |
| 5     | Polen               | 011  | 15     | 34     | 060    |
| 6     | Deutschland         | 010  | 15     | 24     | 045    |
| 7     | Nordkorea           | 009  | 18     | 15     | 032    |
| 8     | Bahrain             | 009  | 01     | 07     | 017    |
| 9     | Usbekistan          | 008  | 07     | 05     | 020    |
| 10    | Ukraine             | 005  | 13     | 15     | 033    |

## Sportarten
Die 9.308 Sportler nahmen an insgesamt 316 Wettbewerben, verteilt auf 27 Sportarten, teil. In Klammern ist die jeweilige Anzahl der Medaillenentscheidungen angegeben.
- Fünfkampf
  - Luftfahrt-Fünfkampf (5)
  - Militärischer Fünfkampf (6)
  -  Moderner Fünfkampf (5)
  - Marine-Fünfkampf (6)
- Armeesport
  -  Orientierungslauf (8)
  -  Fallschirmspringen (18)
  -  Segeln (2)
- Wassersport
  -  Wasserspringen (12)
  -  Freiwasserschwimmen (5)
  -  Schwimmen (42)
  -  Wasserrettung (18)
- Kampfkunst
  -  Boxen (15)
  -  Fechten (12)
  -  Judo (16)
  -  Taekwondo (16)
  -  Ringen (18)
- Mannschaftssport
  -  Basketball (2)
  -  Fußball (2)
  -  Volleyball (2)
  -  Beachvolleyball (2)
- Sonstige
  -  Leichtathletik + Para-Leichtathletik (45)+(29)
  -  Radsport (6)
  -  Sportschießen (25)
  -  Bogenschießen + Para-Bogenschießen (5)+(3)
  -  Badminton (6)
  -  Reiten (2)
  -  Golf (4)
  -  Tischtennis (6)
  -  Triathlon (< 55 Jahre + > 55 Jahre) (5)+(3)
- Demonstrationssportarten
  -  Tennis (5)
  -  Gerätturnen (8)